# Aoroides columbiae
Aoroides columbiae is een vlokreeftensoort uit de familie van de Aoridae. De wetenschappelijke naam van de soort is voor het eerst geldig gepubliceerd in 1898 door Walker.